# Германия на летних Олимпийских играх 2008
Олимпийская сборная Германии на Играх XXIX Олимпиады была представлена 434 спортсменами, которые соревновались в 26 видах спорта.
По итогам Олимпийских игр спортсмены из Германии заняли общекомандное 5-е место, завоевав 16 золотые, 10 серебряных и 15 бронзовых медалей.

## Медали
| Место (медаль) | Спортсмен | Вид спорта                  | Дисциплина                            |
| -------------- | --- | --------------------------- | ------------------------------------- |
| Золото         | Александр Гримм | Гребля на байдарках и каноэ | мужчины — Б-1                         |
| Золото         | Оле Бишоф | Дзюдо                       | мужчины — до 81 кг                    |
| Золото         | Петер Томсен Франк Остхольт Хинрих Ромайке Ингрид Климке Андреас Дибовски | Конный спорт                | командное троеборье                   |
| Золото         | Хинрих Ромайке | Конный спорт                | индивидуальное троеборье              |
| Золото         | Бенджамин Клайбринк | Фехтование                  | мужчины — рапира                      |
| Золото         | Бритта Хайдеман | Фехтование                  | женщины — шпага                       |
| Золото         | Хайке Кеммер Надин Капельман Изабель Верт | Конный спорт                | командная выездка                     |
| Золото         | Бритта Штеффен | Плавание                    | женщины — 100 м вольный стиль         |
| Золото         | Бритта Штеффен | Плавание                    | женщины — 50 м вольный стиль          |
| Золото         | Ян Фродено | Триатлон                    | мужчины                               |
| Золото         | Маттиас Штайнер | Тяжёлая атлетика            | мужчины — до 105 кг                   |
| Золото         | Мартин Холльштайн Андреас Иле | Гребля на байдарках и каноэ | мужчины — Б-2                         |
| Золото         | Фанни Фишер Николь Райнхардт Катрин Вагнер-Аугустин Конни Васмут | Гребля на байдарках и каноэ | женщины — Б-4                         |
| Золото         | Лена Шёнеборн | Современное пятиборье       | женщины                               |
| Золото         | Сабине Шпитц | Велоспорт                   | женщины — маунтинбайк                 |
| Золото         | Сборная Германии Себастьян Бидерлак Мориц Фюрсте Тобиас Хауке Флориан Келлер Оливер Корн Никлас Майнерт Максимилиан Мюллер Карлос Невадо Макс Вайнхольд Тимо Вес Беньямин Вес Тибор Вайсенборн Филип Витте Маттиас Виттаус Кристофер Целлер Филипп Целлер                      | Хоккей на траве             | мужчины                               |
| Серебро        | Патрик Хаусдинг Саша Кляйн | Прыжки в воду               | мужчины — синхронная вышка, 10 метров |
| Серебро        | Мирко Энглих | Борьба                      | Греко-римская — до 96 кг              |
| Серебро        | Ральф Шуман | Стрельба                    | мужчины — скоростной пистолет, 25 м   |
| Серебро        | Аннекатрин Тиле Кристиане Хут | Академическая гребля        | женщины — двойки парные               |
| Серебро        | Роджер Клюге | Велоспорт                   | мужчины — гонка по очкам              |
| Серебро        | Оксана Чусовитина | Гимнастика                  | женщины — опорный прыжок              |
| Серебро        | Тимо Болль Дмитрий Овчаров Кристиан Зюс | Настольный теннис           | мужчины — командный разряд            |
| Серебро        | Изабель Верт | Конный спорт                | индивидуальная выездка                |
| Серебро        | Кристиан Гилле Томаш Выленжек | Гребля на байдарках и каноэ | мужчины — К-2, 1000 м                 |
| Серебро        | Рональд Рауэ Тим Вискёттер | Гребля на байдарках и каноэ | мужчины — Б-2, 500 м                  |
| Бронза         | Мунхбаяр Доржсурен | Стрельба                    | женщины — пистолет, 25 м              |
| Бронза         | Кристин Венцель | Стрельба                    | женщины — скит                        |
| Бронза         | Рене Эндерс Максимилиан Леви Штефан Нимке | Велоспорт                   | командный спринт                      |
| Бронза         | Кристиан Райц | Стрельба                    | мужчины — скоростной пистолет, 25 м   |
| Бронза         | Бритта Оппельт Мануэла Лутце Катрин Борон Стефани Шиллер | Академическая гребля        | женщины — четвёрки парные             |
| Бронза         | Ян-Петер Пекольт Ханнес Пекольт | Парусный спорт              | 49er                                  |
| Бронза         | Дитте Котциан Хайке Фишер | Прыжки в воду               | женщины — трамплин, 3 м               |
| Бронза         | Фабиан Хамбюхен | Гимнастика                  | мужчины — перекладина                 |
| Бронза         | Хайке Кеммер | Конный спорт                | индивидуальная выездка                |
| Бронза         | Томас Лурц | Плавание                    | мужчины — марафон 10 км               |
| Бронза         | сборная Германии Надин Ангерер Фатмире Алуши Саскиа Бартусяк Мелани Берингер Линда Брезоник Керстин Гарефрекес Ариане Хингст Урсула Холль Аннике Кран Симона Лаудер Ренате Лингор Аня Миттаг Селия Сасич Бабетт Петер Конни Полерс Биргит Принц Сандра Смисек Керстин Штегеман | Футбол                      | женщины                               |
| Бронза         | Кристина Обергфёлль | Лёгкая атлетика             | женщины — метание копья               |
| Бронза         | Луц Альтепост Норман Брёкль Торстен Экбретт Бьёрн Гольдшмидт | Гребля на байдарках и каноэ | мужчины — Б-4                         |
| Бронза         | Кристиан Гилле Томаш Выленжек | Гребля на байдарках и каноэ | мужчины — К-2                         |
| Бронза         | Катрин Вагнер-Аугустин | Гребля на байдарках и каноэ | женщины — Б-1                         |

## Результаты соревнований

### Академическая гребля
В следующий раунд из каждого заезда проходили несколько лучших экипажей (в зависимости от дисциплины). В финал A выходили 6 сильнейших экипажей, остальные разыгрывали места в утешительных финалах B-F.
Мужчины
| Соревнование | Спортсмены                         | Предварительный заезд | Предварительный заезд | Предварительный заезд | Отборочный заезд | Отборочный заезд | Отборочный заезд | Четвертьфинал         | Четвертьфинал         | Четвертьфинал         | Полуфинал     | Полуфинал     | Полуфинал     | Финал   | Финал   | Итоговое место |
| Соревнование | Спортсмены                         | Заезд                 | Время                 | Место                 | Заезд            | Время            | Место            | Заезд                 | Время                 | Место                 | Заезд         | Время         | Место         | Время   | Место   | Итоговое место |
| --- | ---------------------------------- | --------------------- | --------------------- | --------------------- | ---------------- | ---------------- | ---------------- | --------------------- | --------------------- | --------------------- | ------------- | ------------- | ------------- | ------- | ------- | -------------- |
| одиночки | Марсель Хаккер                     | 3                     | 7:26,71               | 2 Q                   | Не проводится    | Не проводится    | Не проводится    | 1                     | 6:48,85               | 1 Q                   | Полуфинал A/B | Полуфинал A/B | Полуфинал A/B | Финал B | Финал B | 7              |
| одиночки | Марсель Хаккер                     | 3                     | 7:26,71               | 2 Q                   | Не проводится    | Не проводится    | Не проводится    | 1                     | 6:48,85               | 1 Q                   | 1             | 7:03,05       | 4             | 7:07,82 | 1       | 7              |
| двойки | Том Леман Феликс Драхотта          | 2                     | 6:48,60               | 3 Q                   | не участвовали   | не участвовали   | не участвовали   | не проводится         | не проводится         | не проводится         | 2             | 6:37,26       | 3 Q           | Финал A | Финал A | 4              |
| двойки | Том Леман Феликс Драхотта          | 2                     | 6:48,60               | 3 Q                   | не участвовали   | не участвовали   | не участвовали   | не проводится         | не проводится         | не проводится         | 2             | 6:37,26       | 3 Q           | 6:47,40 | 4       | 4              |
| двойки парные | Клеменс Венцель Карстен Бродовский | 1                     | 6:29,60               | 3 Q                   | не участвовали   | не участвовали   | не участвовали   | не проводится         | не проводится         | не проводится         | 1             | 6:28,46       | 6 QB          | Финал B | Финал B | 9              |
| двойки парные | Клеменс Венцель Карстен Бродовский | 1                     | 6:29,60               | 3 Q                   | не участвовали   | не участвовали   | не участвовали   | не проводится         | не проводится         | не проводится         | 1             | 6:28,46       | 6 QB          | 6:37,97 | 3       | 9              |
| Мануэль Бремер Йонатан Кох | парные двойки, лёгкий вес          | 6:21,99               | 3                     | 6:41,48               | 1 ПФ A/B         | 6:37,07          | 4                | B                     | 6:28,66               | 9                     |               |               |               |         |         |                |
| Филипп Адамски Грегор Хауффе Урс Койфер Тони Зейферт                                                                            | четвёрки                           | 6:00,95               | 2 ПФ A/B              |                       |                  | 5:58,72          | 3                | А                     | 6:19,63               | 6                     |               |               |               |         |         |                |
| Рене Бертрам Ханс Груне Штефан Крюгер Кристиан Шрайбер                                                                          | парные четвёрки                    | 5:43,48               | 2 ПФ A/B              |                       |                  | 5:53,56          | 3                | А                     | 5:50,96               | 6                     |               |               |               |         |         |                |
| Йохен Кюнер Мартин Кюнер Йост Шёманн-Финк Бастиан Зайбт                                                                         | четвёрки, лёгкий вес               | 5:50,16               | 1 ПФ A/B              |                       |                  | DNS              | DNS              | Завершили выступление | Завершили выступление | Завершили выступление |               |               |               |         |         |                |
| Флориан Айхнер Маттиас Флах Флориан Менниген Филипп Нарун Андреас Пенкнер Себастьян Шмидт Петер Тиде Йохен Урбан Кристоф Вильке | восьмёрки                          | 5:43,48               | 2 ПФ A/B              |                       |                  | 5:53,56          | 3                | А                     | 5:50,96               | 6                     |               |               |               |         |         |                |

Женщины
| Спортсмены | Соревнование              | Отборочные гонки | Отборочные гонки | Дополнительная гонка | Дополнительная гонка | Финал                 | Финал                 | Финал                 |
| Спортсмены | Соревнование              | Результат        | Место            | Результат            | Место                | Название              | Результат             | Место                 |
| --- | ------------------------- | ---------------- | ---------------- | -------------------- | -------------------- | --------------------- | --------------------- | --------------------- |
| Марен Дерлин Ленка Вех | двойки                    | 7:28,66          | 2                | 7:27,02              | 2                    | А                     | 7:25,73               | 4                     |
| Кристиане Хут Аннекатрин Тиле | парные двойки             | 7:09,06          | 2                | 6:55,96              | 2                    | А                     | 7:07,33               | 2                     |
| Берит Каров Мари-Луизе Дрегер | парные двойки, лёгкий вес | 6:51,96          | 1 ПФ A/B         | 7:04,95              | 3                    | А                     | 6:56.72               | 4                     |
| Кристина Хеннингс Эльке Хипплер Керстин Науманн Катрин Райнерт Аннина Руппель Магдалена Шмуде Надин Шмутцлер Нина Венгерт Николь Циммерманн | восьмёрки                 | 6:14.42          | 4                | 6:14.45              | 5                    | Завершили выступление | Завершили выступление | Завершили выступление |

## Бадминтон
Спортсменов — 5
Мужчины
| Соревнование     | Спортсмены   | Групповой этап                          | Групповой этап                         | Групповой этап                  | 1/4 финала           | 1/2 финала           | Финал                |
| Соревнование     | Спортсмены   | 1 матч                                  | 2 матч                                 | 3 матч                          | 1/4 финала           | 1/2 финала           | Финал                |
| Соревнование     | Спортсмены   | Соперник Счёт                           | Соперник Счёт                          | Соперник Счёт                   | Соперник Счёт        | Соперник Счёт        | Соперник Счёт        |
| ---------------- | ------------ | --------------------------------------- | -------------------------------------- | ------------------------------- | -------------------- | -------------------- | -------------------- |
| одиночный разряд | Марк Цвиблер | Скотт Эванс (IRL) В 21-18, 18-21, 21-19 | Эндрю Смит (GBR) В 16-21, 21-13, 21-17 | Ли Хюн Иль (KOR) П 13-21, 11-21 | Завершил выступление | Завершил выступление | Завершил выступление |

Женщины
| Соревнование     | Спортсмены   | Групповой этап                     | Групповой этап                   | Групповой этап                    | 1/8 финала                     | 1/4 финала            | 1/2 финала            | Финал                 |                       |
| Соревнование     | Спортсмены   | 1 матч                             | 2 матч                           | 3 матч                            | 1/8 финала                     | 1/4 финала            | 1/2 финала            | Финал                 |                       |
| Соревнование     | Спортсмены   | Соперник Счёт                      | Соперник Счёт                    | Соперник Счёт                     | Соперник Счёт                  | Соперник Счёт         | Соперник Счёт         | Соперник Счёт         |                       |
| ---------------- | ------------ | ---------------------------------- | -------------------------------- | --------------------------------- | ------------------------------ | --------------------- | --------------------- | --------------------- | --------------------- |
| одиночный разряд | Юлиана Шенк  | Мария Юлианти (INA) П 13-21, 11-21 | Завершила выступление            | Завершила выступление             | Завершила выступление          | Завершила выступление | Завершила выступление | Завершила выступление | Завершила выступление |
| одиночный разряд | Сюй Хуайвэнь |                                    | Ану Ниеминен (FIN) В 21-17, 21-8 | Трейси Хэллам (GBR) В 21-20, 21-7 | Се Синфан (CHN) П 19-21, 20-22 | Завершила выступление | Завершила выступление | Завершила выступление |                       |

Микст
| Соревнование     | Спортсмены                  | Групповой этап                                   | 1/4 финала            | 1/2 финала            | Финал                 |                       |
| Соревнование     | Спортсмены                  | Соперник Счёт                                    | Соперник Счёт         | Соперник Счёт         | Соперник Счёт         |                       |
| ---------------- | --------------------------- | ------------------------------------------------ | --------------------- | --------------------- | --------------------- | --------------------- |
| смешанный разряд | Кристоф Хопп Биргит Михельс | Флэнди Лимпеле Вита Марисса (INA) П 12-21, 12-21 | Завершили выступление | Завершили выступление | Завершили выступление | Завершили выступление |

## Баскетбол
Спортсменов — 12
Мужчины
| Состав                        | Состав | Состав           | Состав                  | Состав | Состав                |
| Позиция                       | №      | Имя              | Возраст и дата рождения | Рост   | Клуб                  |
| ----------------------------- | ------ | ---------------- | ----------------------- | ------ | --------------------- |
| ЦФ                            | 4      | Тим Ольбрехт     | 19 — 30 августа 1988    | 2,11 м | Брозе                 |
| ЛФ                            | 5      | Филип Цвинер     | 23 — 23 июля 1985       | 2,01 м | Альба                 |
| ТФ                            | 6      | Свен Шульце      | 30 — 11 июля 1978       | 2,08 м | Олимпия (Лариса)      |
| АЗ                            | 7      | Роберт Гарретт   | 31 — 18 марта 1977      | 1,93 м | Брозе                 |
| ЛФ                            | 8      | Конрад Высоцки   | 26 — 28 марта 1982      | 2,03 м | Скайлайнерс Франкфурт |
| РЗ                            | 9      | Штеффен Хаманн   | 27 — 14 июня 1981       | 1,96 м | Брозе                 |
| РЗ                            | 10     | Демонд Грин      | 25 — 15 июня 1979       | 1,85 м | Брозе                 |
| АЗ                            | 8      | Паскаль Роллер   | 31 — 20 ноября 1976     | 1,80 м | Скайлайнерс Франкфурт |
| Ц                             | 12     | Крис Каман       | 26 — 28 апреля 1982     | 2,13 м | Лос-Анджелес Клипперс |
| Ц                             | 13     | Патрик Фемерлинг | 33 — 4 марта 1975       | 2,16 м | Альба                 |
| ТФ                            | 14     | Дирк Новицки (к) | 20 — 19 июня 1978       | 2,13 м | Даллас Маверикс       |
| ЦФ                            | 15     | Ян Ягла          | 27 — 25 июня 1981       | 2,13 м | Ховентут              |
| Главный тренер: Дирк Бауэрман |        |                  |                         |        |                       |

Групповой этап
| Место | Команда  | В | П | МЗ  | МП  | МР   | Очки |
| ----- | -------- | - | - | --- | --- | ---- | ---- |
| 1     | США      | 5 | 0 | 515 | 354 | +161 | 10   |
| 2     | Испания  | 4 | 1 | 418 | 369 | +49  | 9    |
| 3     | Греция   | 3 | 2 | 415 | 374 | +40  | 8    |
| 4     | Китай    | 2 | 3 | 366 | 400 | -34  | 7    |
| 5     | Германия | 1 | 4 | 330 | 390 | −60  | 6    |
| 6     | Ангола   | 0 | 5 | 321 | 477 | −156 | 5    |

| 10 августа 2008 11:15 (UTC+8) | Отчёт | Германия                   | 95 : 66  | Ангола             | Олимпийский баскетбольный дворец Пекина Судьи: Ромуалдас Бразаускас |
| 10 августа 2008 11:15 (UTC+8) | Отчёт | 25–21, 29–13, 24–18, 17–14 |          |                    | Олимпийский баскетбольный дворец Пекина Судьи: Ромуалдас Бразаускас |
| 10 августа 2008 11:15 (UTC+8) | Отчёт | Крис Каман 24              | Очки     | Эдуардо Мингас 24  | Олимпийский баскетбольный дворец Пекина Судьи: Ромуалдас Бразаускас |
| 10 августа 2008 11:15 (UTC+8) | Отчёт | Ян Ягла 11                 | Подборы  | Жоаким Гомеш 8     | Олимпийский баскетбольный дворец Пекина Судьи: Ромуалдас Бразаускас |
| 10 августа 2008 11:15 (UTC+8) | Отчёт | Штеффен Хаманн 4           | Передачи | Олимпио Киприано 2 | Олимпийский баскетбольный дворец Пекина Судьи: Ромуалдас Бразаускас |

| 12 августа 2008 14:30 (UTC+8) | Отчёт | Греция                     | 87 : 64  | Германия        | Олимпийский баскетбольный дворец Пекина Судьи: Карл Юнгебранд |
| 12 августа 2008 14:30 (UTC+8) | Отчёт | 21:23, 23:10, 25:15, 18:16 |          |                 | Олимпийский баскетбольный дворец Пекина Судьи: Карл Юнгебранд |
| 12 августа 2008 14:30 (UTC+8) | Отчёт | Василис Спанулис 23        | Очки     | Дирк Новицки 13 | Олимпийский баскетбольный дворец Пекина Судьи: Карл Юнгебранд |
| 12 августа 2008 14:30 (UTC+8) | Отчёт | Яннис Бурусис 8            | Подборы  | Дирк Новицки 6  | Олимпийский баскетбольный дворец Пекина Судьи: Карл Юнгебранд |
| 12 августа 2008 14:30 (UTC+8) | Отчёт | Василис Спанулис 5         | Передачи | Демонд Грин 2   | Олимпийский баскетбольный дворец Пекина Судьи: Карл Юнгебранд |

| 14 августа 2008 09:00 (UTC+8) | Отчёт | Германия                   | 59 : 72  | Испания                  | Олимпийский баскетбольный дворец Пекина Судьи: Фабио Факкини |
| 14 августа 2008 09:00 (UTC+8) | Отчёт | 15:12, 21:27, 12:20, 11:13 |          |                          | Олимпийский баскетбольный дворец Пекина Судьи: Фабио Факкини |
| 14 августа 2008 09:00 (UTC+8) | Отчёт | Штеффен Хаманн 15          | Очки     | Хосе Кальдерон 15        | Олимпийский баскетбольный дворец Пекина Судьи: Фабио Факкини |
| 14 августа 2008 09:00 (UTC+8) | Отчёт | Крис Каман 10              | Подборы  | Марк Газоль 8            | Олимпийский баскетбольный дворец Пекина Судьи: Фабио Факкини |
| 14 августа 2008 09:00 (UTC+8) | Отчёт | Штеффен Хаманн 3           | Передачи | Пау Газоль, Рики Рубио 3 | Олимпийский баскетбольный дворец Пекина Судьи: Фабио Факкини |

| 16 августа 2008 20:00 (UTC+8) | Отчёт | Китай                   | 59 : 55  | Германия                     | Олимпийский баскетбольный дворец Пекина Судьи: Эдди Раш |
| 16 августа 2008 20:00 (UTC+8) | Отчёт | 19:9, 8:22, 20:8, 12:16 |          |                              | Олимпийский баскетбольный дворец Пекина Судьи: Эдди Раш |
| 16 августа 2008 20:00 (UTC+8) | Отчёт | Яо Мин 25               | Очки     | Дирк Новицки 24              | Олимпийский баскетбольный дворец Пекина Судьи: Эдди Раш |
| 16 августа 2008 20:00 (UTC+8) | Отчёт | Яо Мин, И Цзяньлянь 11  | Подборы  | Дирк Новицки 17              | Олимпийский баскетбольный дворец Пекина Судьи: Эдди Раш |
| 16 августа 2008 20:00 (UTC+8) | Отчёт | Лю Вэй 3                | Передачи | Штеффен Хаманн, Р. Гарретт 2 | Олимпийский баскетбольный дворец Пекина Судьи: Эдди Раш |

| 18 августа 2008 20:00 (UTC+8) | Отчёт | США                        | 106 : 57 | Германия                  | Олимпийский баскетбольный дворец Пекина Судьи: Хуан Карлос Артеага |
| 18 августа 2008 20:00 (UTC+8) | Отчёт | 31:12, 22:17, 30:17, 23:11 |          |                           | Олимпийский баскетбольный дворец Пекина Судьи: Хуан Карлос Артеага |
| 18 августа 2008 20:00 (UTC+8) | Отчёт | Дуайт Ховард 22            | Очки     | Дирк Новицки 14           | Олимпийский баскетбольный дворец Пекина Судьи: Хуан Карлос Артеага |
| 18 августа 2008 20:00 (UTC+8) | Отчёт | Дуайт Ховард 10            | Подборы  | Дирк Новицки 8            | Олимпийский баскетбольный дворец Пекина Судьи: Хуан Карлос Артеага |
| 18 августа 2008 20:00 (UTC+8) | Отчёт | Дерон Уильямс 5            | Передачи | Штеффен Хаманн, Ян Ягла 2 | Олимпийский баскетбольный дворец Пекина Судьи: Хуан Карлос Артеага |

## Бокс
Спортсменов — 4
| Спортсмен           | Категория | 1/16                         | 1/8                  | Четвертьфинал        | Полуфинал            | Финал                |
| Спортсмен           | Категория | Результат                    | Результат            | Результат            | Результат            | Результат            |
| ------------------- | --------- | ---------------------------- | -------------------- | -------------------- | -------------------- | -------------------- |
| Рустамходжа Рахимов | до 54 кг  | Хуршид Тожибаев (UZB) П 2-11 | Завершил выступление | Завершил выступление | Завершил выступление | Завершил выступление |
| Вильгельм Грачёв    | до 57 кг  | Ала Шили (TUN) П 5-14        | Завершил выступление | Завершил выступление | Завершил выступление | Завершил выступление |
| Джек Кулкай         | до 69 кг  | Ким Чон Джу (KOR) П 11-11+   | Завершил выступление | Завершил выступление | Завершил выступление | Завершил выступление |
| Константин Буга     | до 75 кг  | Карлос Гонгора (ECU) П 7-14  | Завершил выступление | Завершил выступление | Завершил выступление | Завершил выступление |

## Борьба
Спортсменов — 7
Вольная борьба среди мужчин
| Спортсмен         | Категория | Квалификация | 1/8                            | Четвертьфиналы       | Полуфиналы           | Финал                | Дополнительный раунд 1 | Дополнительный раунд 2     | Матч за 3 место            | Место |
| Спортсмен         | Категория | Результат    | Результат                      | Результат            | Результат            | Результат            | Результат              | Результат                  | Результат                  | Место |
| ----------------- | --------- | ------------ | ------------------------------ | -------------------- | -------------------- | -------------------- | ---------------------- | -------------------------- | -------------------------- | ----- |
| Давид Бичинашвили | до 84 кг  |              | Реваз Миндорашвили (GEO) П 1-3 | Завершил выступление | Завершил выступление | Завершил выступление |                        | Харутюн Енокян (ARM) В 3-1 | Георгий Кетоев (RUS) П 1-3 | =5    |
| Штефан Керер      | до 96 кг  |              | Хакан Коч (TUR) П 1-3          | Завершил выступление | Завершил выступление | Завершил выступление | Завершил выступление   | Завершил выступление       | Завершил выступление       | =13   |

Вольная борьба среди женщин
| Спортсмен              | Категория | Квалификация | 1/8                         | Четвертьфиналы            | Полуфиналы           | Финал                | Дополнительный раунд 1 | Дополнительный раунд 2 | Матч за 3 место      | Место |
| Спортсмен              | Категория | Результат    | Результат                   | Результат                 | Результат            | Результат            | Результат              | Результат              | Результат            | Место |
| ---------------------- | --------- | ------------ | --------------------------- | ------------------------- | -------------------- | -------------------- | ---------------------- | ---------------------- | -------------------- | ----- |
| Александра Энгельхардт | до 48 кг  |              | Татьяна Бакатюк (KAZ) П 0-3 | Завершил выступление      | Завершил выступление | Завершил выступление | Завершил выступление   | Завершил выступление   | Завершил выступление | =14   |
| Анита Шецле            | до 72 кг  |              | Одри Прието (FRA) В 0-3     | Агнешка Вещек (POL) П 1-3 | Завершил выступление | Завершил выступление | Завершил выступление   | Завершил выступление   | Завершил выступление | =7    |

Греко-римская
| Спортсмен          | Категория | Квалификация | 1/8                          | Четвертьфиналы                 | Полуфиналы             | Финал                       | Дополнительный раунд 1 | Дополнительный раунд 2   | Матч за 3- место     | Место |
| Спортсмен          | Категория | Результат    | Результат                    | Результат                      | Результат              | Результат                   | Результат              | Результат                | Результат            | Место |
| ------------------ | --------- | ------------ | ---------------------------- | ------------------------------ | ---------------------- | --------------------------- | ---------------------- | ------------------------ | -------------------- | ----- |
| Маркус Тетнер      | до 66 кг  |              | Дархан Баяхметов (KAZ) П 1-3 | Завершил выступление           | Завершил выступление   | Завершил выступление        | Завершил выступление   | Завершил выступление     | Завершил выступление | =18   |
| Константин Шнайдер | до 74 кг  |              | Мессауд Зегдан (ALG) В 3-1   | Манучар Квирквелия (GEO) П 0-3 | Завершил выступление   | Завершил выступление        |                        | Кристоф Гено (FRA) П 1-3 | Завершил выступление | =9    |
| Мирко Энглих       | до 96 кг  |              | Хан Тэ Ён (KOR) В 3-1        | Элис Гури (ALB) В 3-1          | Адам Уилер (USA) В 3-1 | Асланбек Хуштов (RUS) П 0-3 |                        |                          |                      | 2     |

## Велоспорт

#### Маунтинбайк
Всего спортсменов — 5
Мужчины
| Спортсмен       | Соревнование | Время   | Место |
| --------------- | ------------ | ------- | ----- |
| Мануэль Фумич   | кросс-кантри | 2:01:16 | 11    |
| Вольфрам Куршат | кросс-кантри | LAP     | 33    |
| Мориц Милац     | кросс-кантри | 2:02:59 | 16    |

Женщины
| Спортсменка     | Соревнование | Время   | Место |
| --------------- | ------------ | ------- | ----- |
| Адельхайд Морат | кросс-кантри | 2:02:25 | 18    |
| Сабине Шпиц     | кросс-кантри | 1:45:11 | 1     |

#### Шоссейный велоспорт
Всего спортсменов — 7
Мужчины
| Спортсмен      | Соревнование               | Время   | Место |
| -------------- | -------------------------- | ------- | ----- |
| Геральд Циолек | групповая гонка            | DNF     | DNF   |
| Йенс Фогт      | групповая гонка            | DNF     | DNF   |
| Фабиан Вегман  | групповая гонка            | 6:26:17 | 21    |
| Берт Грабш     | групповая гонка            | DNF     | DNF   |
| Берт Грабш     | гонка с раздельным стартом | 1:05:26 | 14    |
| Штефан Шумахер | групповая гонка            | DNF     | DNF   |
| Штефан Шумахер | гонка с раздельным стартом | 1:05:25 | 13    |

Женщины
| Спортсменка        | Соревнование               | Время    | Место |
| ------------------ | -------------------------- | -------- | ----- |
| Юдит Арндт         | групповая гонка            | 3:33:51  | 41    |
| Юдит Арндт         | гонка с раздельным стартом | 35:59,77 | 6     |
| Ханка Купфернагель | групповая гонка            | 3:33:25  | 39    |
| Ханка Купфернагель | гонка с раздельным стартом | 36:35,05 | 11    |

#### Трековый велоспорт
Всего спортсменов — 7
Спринт
| Соревнование | Спортсмены       | Квалификация   | Квалификация | Раунд 1                           | Утешительный заезд              | Раунд 2                        | Утешительный заезд       | Четвертьфинал                         | Полуфинал                            | Финал                                                            | Место |
| Соревнование | Спортсмены       | Время Скорость | Место        | Соперник Время Скорость           | Соперники Время Скорость        | Соперник Время Скорость        | Соперники Время Скорость | Соперник Время Скорость               | Соперник Время Скорость              | Соперники Время Скорость                                         | Место |
| ------------ | ---------------- | -------------- | ------------ | --------------------------------- | ------------------------------- | ------------------------------ | ------------------------ | ------------------------------------- | ------------------------------------ | ---------------------------------------------------------------- | ----- |
| мужчины      | Максимилиан Лефи | 10.199 70.595  | 6 Q          | Мюлдер (NED) поб. 10.840 66.420   | не участвовал                   | Бэйли (AUS) поб. 10.763 66.895 | не участвовал            | Мюлдер (NED) поб. 10.689, поб. 10.660 | Кенни (GBR) поб. 10.594, поб. 10.335 | Боургайн (FRA) пор., поб. 10.666, пор.                           | 4     |
| мужчины      | Штефан Нимке     | 10.064 71.542  | 3 Q          | Чжан Лей (CHN) поб. 10.828 66.494 | Мюлдер (NED) пор. 10.888 66.127 | Аванг (MAS) Кьяппа (ITA) пор.  | не участвовал            | не участвовал                         | не участвовал                        | за 9-е место Кьяппа (ITA) Бэйли (AUS) Ватанабе (JPN) поб. 11.051 | 9     |

## Водное поло
| Игрок              | Номер       | Позиция     | Дата рождения и возраст | Клуб        | Игр         | Голов       |
| ------------------ | ----------- | ----------- | ----------------------- | ----------- | ----------- | ----------- |
| Александр Чигирь   | 1           | Вратарь     | 6 ноября 1968 — 39      | Шпандау-04  | 7           | 2           |
| Флориан Нароска    | 2           |             | 16 апреля 1982 — 26     |             | 7           | 0           |
| Юлиан Реаль        | 3           |             | 22 декабря 1989 — 18    |             | 7           | 7           |
| Марко Савич        | 4           |             | 11 января 1981 — 27     | Шпандау-04  | 7           | 1           |
| Марко Штамм        | 5           |             | 30 августа 1988 — 19    | Шпандау-04  | 7           | 6           |
| Марк Полице        | 6           |             | 20 октября 1977 — 30    | Шпандау-04  | 7           | 8           |
| Хейко Носсек       | 7           |             | 14 марта 1982 — 26      |             | 7           | 9           |
| Томас Шертвитис    | 8           |             | 2 сентября 1972 — 36    | Синтез      | 7           | 5           |
| Тобиас Кройцман    | 9           |             | 15 июня 1981 — 27       |             | 7           | 4           |
| Мориц Элер         | 10          |             | 21 октября 1985 — 22    | Шпандау-04  | 7           | 6           |
| Андреас Шлоттербек | 11          |             | 2 марта 1982 — 26       | Шпандау-04  | 7           | 2           |
| Зёрен Маккебен     | 12          |             | 29 января 1979 — 29     | Шпандау-04  | 7           |             |
| Михаэль Целльмер   | 13          | Вратарь     | 14 августа 1977 — 30    |             | 7           |             |
| Тренер             | Хаген Штамм | Хаген Штамм | Хаген Штамм             | Хаген Штамм | Хаген Штамм | Хаген Штамм |

#### Групповой этап. Группа B
| Место | Команда  | В | Н | П | ГЗ | ГП | +/- | Очки |
| ----- | -------- | - | - | - | -- | -- | --- | ---- |
| 1     | США      | 4 | 0 | 1 | 37 | 31 | +6  | 8    |
| 2     | Хорватия | 4 | 0 | 1 | 56 | 31 | +25 | 8    |
| 3     | Сербия   | 3 | 0 | 2 | 50 | 38 | +12 | 6    |
| 4     | Германия | 2 | 0 | 3 | 33 | 44 | −11 | 4    |
| 5     | Италия   | 2 | 0 | 3 | 57 | 50 | +7  | 4    |
| 6     | Китай    | 0 | 0 | 5 | 25 | 64 | −39 | 0    |

| 10 августа 2008 12:10 | Отчёт | Сербия | 11 : 7 | Германия                                                                                   | Дворец плавания Индун |
| 10 августа 2008 12:10 | Отчёт | Счёт по четвертям: 1:3, 5:2, 2:2, 3:0                                                                               |        |                                                                                            | Дворец плавания Индун |
| 10 августа 2008 12:10 | Отчёт | Душко Пиетлович (по 4) Ваня Удовичич, Александар Шапич (по 2) Живко Гоцич, Филип Филипович, Александар Чирич (по 1) | Голы   | Марк Полице, Зёрен Маккебен (по 2) Флориан Нароска, Марко Савич, Андреас Шлоттербек (по 1) | Дворец плавания Индун |

| 12 августа 2008 12:10 | Отчёт | Германия                                                           | 6 : 5 | Китай                                                        | Дворец плавания Индун |
| 12 августа 2008 12:10 | Отчёт | Счёт по четвертям: 0:2, 5:2, 0:0, 1:1                              |       |                                                              | Дворец плавания Индун |
| 12 августа 2008 12:10 | Отчёт | Марко Савич, Томас Шертвитис (по 2) Марк Полице, Мориц Элер (по 1) | Голы  | Юй Лицзюнь (по 2) Тань Фэйху, Ван Бэймин, Хань Чжидун (по 1) | Дворец плавания Индун |

| 14 августа 2008 9:30 | Отчёт | Хорватия | 13 : 5 | Германия                                                                   | Дворец плавания Индун |
| 14 августа 2008 9:30 | Отчёт | Счёт по четвертям: 4:1, 3:2, 2:1, 1:4                                                                                   |        |                                                                            | Дворец плавания Индун |
| 14 августа 2008 9:30 | Отчёт | Дамир Бурич (по 3) Маро Йокович, Миле Смодлака, Паво Маркович, Михо Бошкович (по 2) Здеслав Врдоляк, Самир Барач (по 1) | Голы   | Марк Полице (по 2) Марко Савич, Томас Шертвитис, Андреас Шлоттербек (по 1) | Дворец плавания Индун |

| 16 августа 2008 09:30 | Отчёт | Германия | 8 : 7 | Италия | Дворец плавания Индун |
| 16 августа 2008 09:30 | Отчёт | Счёт по четвертям: 2:1, 3:1, 0:2, 3:3                                                                                    |       | | Дворец плавания Индун |
| 16 августа 2008 09:30 | Отчёт | Томас Шертвитис (по 2) Флориан Нароска, Марко Савич, Марко Штамм, Тобиас Кройцман, Мориц Элер, Андреас Шлоттербек (по 1) | Голы  | Алессандро Калькатерра (по 3) Валентино Галло, Маурицио Фелуго, Альберто Анджелини, Леонардо Соттани (по 1) | Дворец плавания Индун |

| 18 августа 2008 14:00 | Отчёт | США                                                                                             | 8 : 7 | Германия                                               | Дворец плавания Индун |
| 18 августа 2008 14:00 | Отчёт | Счёт по четвертям: 3:2, 2:1, 2:2, 1:2                                                           |       |                                                        | Дворец плавания Индун |
| 18 августа 2008 14:00 | Отчёт | Джеффри Пауэрс, Адам Райт (по 2) Лайн Бобьен, Райан Бэйли, Тим Хаттен, Джеймс Крампхольц (по 1) | Голы  | Хейко Носсек (по 5) Тобиас Кройцман, Мориц Элер (по 1) | Дворец плавания Индун |

## Волейбол
Спортсменов — 12

#### Мужчины
Состав команды
Главный тренер:  Штелиан Мокулеску
Результаты
Группа B
| Место | Команда  | Очки | Победы | Поражения | Очки выигр. | Очки проигр. | Отношение | Сет выигр. | Сет проигр. | Отношение |
| ----- | -------- | ---- | ------ | --------- | ----------- | ------------ | --------- | ---------- | ----------- | --------- |
| 1     | Бразилия | 9    | 4      | 1         | 427         | 373          | 1,145     | 13         | 4           | 3,250     |
| 2     | Россия   | 9    | 4      | 1         | 496         | 447          | 1,110     | 14         | 7           | 2,000     |
| 3     | Польша   | 9    | 4      | 1         | 434         | 404          | 1,074     | 12         | 6           | 2,000     |
| 4     | Сербия   | 7    | 2      | 3         | 440         | 439          | 1,002     | 9          | 10          | 0,900     |
| 5     | Германия | 6    | 1      | 4         | 418         | 440          | 0,950     | 6          | 12          | 0,500     |
| 6     | Египет   | 5    | 0      | 5         | 267         | 379          | 0,704     | 0          | 15          | 0,000     |

| 10 августа 2008 22:20 | Отчёт | Германия                           | 0:3  | Польша | Столичный дворец спорта Зрителей: 5700 Судьи: Франс Лодерус |
| 10 августа 2008 22:20 | Отчёт | Счёт по сетам: 17:25, 31:33, 20:25 |      |        | Столичный дворец спорта Зрителей: 5700 Судьи: Франс Лодерус |
| 10 августа 2008 22:20 | Отчёт | 68                                 | Очки | 83     | Столичный дворец спорта Зрителей: 5700 Судьи: Франс Лодерус |

| 12 августа 2008 10:00 | Отчёт | Германия                                         | 2:3  | Россия | Дворец спорта Пекинского политехнического университета Зрителей: 3500 Судьи: Патрик Деренокур |
| 12 августа 2008 10:00 | Отчёт | Счёт по сетам: 27:25, 21:25, 21:25, 25:23, 16:14 |      |        | Дворец спорта Пекинского политехнического университета Зрителей: 3500 Судьи: Патрик Деренокур |
| 12 августа 2008 10:00 | Отчёт | 110                                              | Очки | 112    | Дворец спорта Пекинского политехнического университета Зрителей: 3500 Судьи: Патрик Деренокур |

| 14 августа 2008 12:00 | Отчёт | Германия                           | 3:0  | Египет | Дворец спорта Пекинского политехнического университета Зрителей: 3200 Судьи: Ибрагим Аль-Наама |
| 14 августа 2008 12:00 | Отчёт | Счёт по сетам: 29:27, 25:21, 25:21 |      |        | Дворец спорта Пекинского политехнического университета Зрителей: 3200 Судьи: Ибрагим Аль-Наама |
| 14 августа 2008 12:00 | Отчёт | 79                                 | Очки | 69     | Дворец спорта Пекинского политехнического университета Зрителей: 3200 Судьи: Ибрагим Аль-Наама |

| 16 августа 2008 12:30 | Отчёт | Германия                                  | 1:3  | Сербия | Столичный дворец спорта Зрителей: 12 500 Судьи: Нин Ван |
| 16 августа 2008 12:30 | Отчёт | Счёт по сетам: 21:25, 25:27, 26:24, 23:25 |      |        | Столичный дворец спорта Зрителей: 12 500 Судьи: Нин Ван |
| 16 августа 2008 12:30 | Отчёт | 95                                        | Очки | 101    | Столичный дворец спорта Зрителей: 12 500 Судьи: Нин Ван |

| 18 августа 2008 12:20 | Отчёт | Германия                           | 0:3  | Бразилия | Дворец спорта Пекинского политехнического университета Зрителей: 3400 Судьи: Цзян Лю |
| 18 августа 2008 12:20 | Отчёт | Счёт по сетам: 22:25, 21:25, 23:25 |      |          | Дворец спорта Пекинского политехнического университета Зрителей: 3400 Судьи: Цзян Лю |
| 18 августа 2008 12:20 | Отчёт | 66                                 | Очки | 75       | Дворец спорта Пекинского политехнического университета Зрителей: 3400 Судьи: Цзян Лю |

Итог: 9-е место
ПЛЯЖНЫЙ ВОЛЕЙБОЛ МУЖЧИНЫ
```
    5. 
 Давид Кемперер/Эрик Коренг
         Групповой этап: 3-е место
         Утешительный раунд: 
 Бурсма/Роннес 2:0 (21:16, 27:25)
         1/8 финала: 
 Сюй/У 2:0 (21:18, 21:15)
         1/4 финала: 
 Роджерс/Дэлхауссер 0:2 (13:21, 23:25)
```

ПЛЯЖНЫЙ ВОЛЕЙБОЛ ЖЕНЩИНЫ
```
    9. 
 Сара Голлер/Лаура Людвиг
         Групповой этап: 2-е место
         1/8 место: 
 Швайгер/Швайгер 1:2 (21:23, 21:11, 16:18)
    9. 
 Штефани Поль/Окка Рау
         Групповой этап: 2-е место
         1/8 место: 
 Паула/Франса 0:2 (18:21, 14:21)
```

## Гандбол
МУЖЧИНЫ
```
    9. 
 Германия
         Групповой этап: 5-е место
```

ЖЕНЩИНЫ
```
    11. 
 Германия
         Групповой раунд: 6-е место
```

## Прыжки на батуте
| Спортсмен      | Соревнование | Квалификация | Квалификация | Финал                | Финал                |
| Спортсмен      | Соревнование | Очки         | Место        | Очки                 | Место                |
| -------------- | ------------ | ------------ | ------------ | -------------------- | -------------------- |
| Хенрик Штелик  | мужчины      | 64,60        | 16           | Завершил выступление | Завершил выступление |
| Анна Догонадзе | женщины      | 64,30        | 7 Q          | 18,90                | 8                    |

## Спортивная гимнастика
МУЖЧИНЫ
КОМАНДНОЕ ПЕРВЕНСТВО
```
    4. 
 Германия
         Квалификация: 5. 365,675
         Финал: 4. 274,60
```

МНОГОБОРЬЕ
```
    7. 
 Фабиан Хамбюхен
         Квалификация: 2. 92,425
         Финал: 7. 91,675
    13. 
 Филипп Бой
         Квалификация: 21. 89,475
         Финал: 13. 90, 675
```

ВОЛЬНЫЕ УПРАЖНЕНИЯ
```
    4. 
 Фабиан Хамбюхен
         Квалификация: 4. 15,800
         Финал: 4. 15,650
```

ПАРАЛЛЕЛЬНЫЕ БРУСЬЯ
```
    4. 
 Фабиан Хамбюхен
         Квалификация: 7. 16,050
         Финал: 4. 15,975
```

ПЕРЕКЛАДИНА
```
    3. 
 Фабиан Хамбюхен
         Квалификация: 1. 16,200
         Финал: 3. 15,875
```

ЖЕНЩИНЫ
МНОГОБОРЬЕ
```
    9. 
 Оксана Чусовитина
         Квалификация: 14. 59,375
         Финал: 9. 60,125
```

ОПОРНЫЙ ПРЫЖОК
```
    2. 
 Оксана Чусовитина
         Квалификация: 4. 15,800
         Финал: 2. 15,575
```

## Гребля на байдарках и каноэ
МУЖЧИНЫ
Б-2, 500 М
```
    2. 
 Рональд Рауэ/Тим Висскотер
```

Б-2, 1000 М
```
    1. 
 Мартин Холльштайн/Андреас Иле
```

Б-4, 1000 М
```
    3. 
 Германия
```

К-2, 500 М
```
    3. 
 Кристиан Гилле/Томаш Выленжек
```

К-2, 1000 М
```
    2. 
 Кристиан Гилле/ Томаш Выленжек
```

ЖЕНЩИНЫ
Б-1, 500 М
```
    3. 
 Катрин Вагнер-Аугустин
```

Б-4, 500 М
```
    1. 
 Германия
```

СЛАЛОМ Б-1
```
    1. 
 Александр Гримм
```

## Дзюдо
Спортсменов — 11
Мужчины
| Спортсмен       | Категория | Отборочный раунд | 1/16                               | 1/8                                     | Четвертьфиналы                 | Полуфиналы                     | Матчи за 3-е место. 1-й раунд     | Матчи за 3-е место. Четвертьфиналы | Матчи за 3-е место. Полуфиналы | Финал/Матч за 3-е место      | Место                |
| Спортсмен       | Категория | Результат        | Результат                          | Результат                               | Результат                      | Результат                      | Результат                         | Результат                          | Результат                      | Результат                    | Место                |
| --------------- | --------- | ---------------- | ---------------------------------- | --------------------------------------- | ------------------------------ | ------------------------------ | --------------------------------- | ---------------------------------- | ------------------------------ | ---------------------------- | -------------------- |
| Оле Бишоф       | до 81 кг  |                  | Мехман Азизов (AZE) В 0020-0011    | Трэвис Стивенс (USA) В 0011-0001        | Тиагу Камилу (BRA) В 0200-0000 | Роман Гонтюк (UKR) В 0011-0001 |                                   |                                    |                                | Ким Чэ Бум (KOR) В 0010-0000 | 1                    |
| Михаэль Пинске  | до 90 кг  |                  | Сергей Ашванден (SUI) П 0000-0010  | Завершил выступление                    | Завершил выступление           | Завершил выступление           | Завершил выступление              | Завершил выступление               | Завершил выступление           | Завершил выступление         | Завершил выступление |
| Бенжамин Берла  | до 100 кг |                  | Руслан Гасымов (RUS) В 1100-0001   | Найдангийн Тувшинбаяр (MGL) П 0001-0021 | Завершил выступление           | Завершил выступление           | Кэидзи Судзуки (JPN) В 1000-0000  | Чан Сун Хо (KOR) П 0000-1000       | Завершил выступление           | Завершил выступление         | Завершил выступление |
| Андреас Тёльцер | до 100 кг |                  | Абдулло Тангриев (UZB) П 0000-0211 | Завершил выступление                    | Завершил выступление           | Завершил выступление           | Януш Войнарович (POL) В 0100-0010 | Тедди Ринер (FRA) П 0010-0020      | Завершил выступление           | Завершил выступление         | Завершил выступление |

Женщины
| Спортсмен       | Категория   | 1/16                                 | 1/8                                | Четвертьфиналы                   | Полуфиналы                        | Матчи за 3-е место. 1-й раунд         | Матчи за 3-е место. Четвертьфиналы  | Матчи за 3-е место. Полуфиналы     | Финал/Матч за 3-е место       | Место                 |
| Спортсмен       | Категория   | Результат                            | Результат                          | Результат                        | Результат                         | Результат                             | Результат                           | Результат                          | Результат                     | Место                 |
| --------------- | ----------- | ------------------------------------ | ---------------------------------- | -------------------------------- | --------------------------------- | ------------------------------------- | ----------------------------------- | ---------------------------------- | ----------------------------- | --------------------- |
| Михаэла Башин   | до 48 кг    |                                      | Мерием Мусса (ALG) В 0101-0000     | Янет Бермой (CUB) П 0000-0001    | Завершила выступление             |                                       | Людмила Богданова (RUS) П 0000-0001 | Завершила выступление              | Завершила выступление         | Завершила выступление |
| Роми Тарангуль  | до 52 кг    | Зинура Джураева (UZB) В 1101-0000    | Мисато Накамура (JPN) П 0000-0001  | Завершила выступление            | Завершила выступление             |                                       | Ильз Эйлен (BEL) П 0000-0002        | Завершила выступление              | Завершила выступление         | Завершила выступление |
| Ивонн Бёниш     | до 57 кг    | Джулия Квинтавалле (ITA) П 0001-0101 | Завершила выступление              | Завершила выступление            | Завершила выступление             | Эрденет-Од Хишигбат (MGL) В 0110-0001 | Барбара Харель (FRA) П 0000-0001    | Завершила выступление              | Завершила выступление         | Завершила выступление |
| Анна фон Харнир | до 63 кг    | Силулу Аетону (ASA) В 1000-0000      | Тумен-Од Баттугс (MGL) В 1001-0000 | Люси Декосс (FRA) П 0001-1001    | Завершила выступление             |                                       | Уршка Жолнир (SLO) П 0000-0200      | Завершила выступление              | Завершила выступление         | Завершила выступление |
| Аннетт Бём      | до 70 кг    | Жизель Менди (SEN) В 1000-0000       | Наталья Смаль (UKR) В 1001-0010    | Лейре Иглесиас (ESP) В 1000-0000 | Анайси Эрнандес (CUB) П 0010-1000 |                                       |                                     |                                    | Ронда Роузи (USA) П 0001-0010 | =5                    |
| Хайде Воллерт   | до 78 кг    | Марина Прищепа (UKR) В 0011-0010     | Вивиан Юсуф (NGR) В 1000-0000      | Чон Кён Ми (KOR) П 0000-1002     | Завершила выступление             |                                       | Мишель Роджерс (GBR) В 0010-0001    | Стефани Поссамаи (FRA) П 0000-0200 | Завершила выступление         | Завершила выступление |
| Сандра Кёппен   | свыше 78 кг |                                      | Дженнел Шеферд (AUS) П 0000-0110   | Завершила выступление            | Завершила выступление             | Завершила выступление                 | Завершила выступление               | Завершила выступление              | Завершила выступление         | Завершила выступление |

## Конный спорт
ИНДИВИДУАЛЬНАЯ ВЫЕЗДКА
```
    2. 
 Изабель Верт 76,650
    3. 
 Хайке Кеммер 74,445
```

КОМАНДНЫЯ ВЫЕЗДКА
```
    1. 
 Германия 72,917
```

ИНДИВИДУАЛЬНОЕ ТРОЕБОРЬЕ
```
    1. 
 Хинрих Ромайке 54,20
    5. 
 Ингрид Климке 59,70
    8. 
 Андреас Дибровски 65,20
```

КОМАНДНОЕ МНОГОБОРЬЕ
```
    1. 
 Германия 166,10
```

ИНДИВИДУАЛЬНЫЙ КОНКУР
```
    16. 
 Мередит Михаэль-Беербау 14
    31. 
 Кристиан Альманн 22
    43. 
 Марко Кучер 38
```

КОМАНДНЫЙ КОНКУР
```
    5. 
 Германия 34
```

## Лёгкая атлетика
Спортсменов —
Мужчины
| Дисциплина    | Спортсмен      | Предварительный раунд | Предварительный раунд | Четвертьфиналы | Четвертьфиналы | Полуфиналы    | Полуфиналы    | Финал     | Финал |
| Дисциплина    | Спортсмен      | Результат             | Место                 | Результат      | Место          | Результат     | Место         | Результат | Место |
| ------------- | -------------- | --------------------- | --------------------- | -------------- | -------------- | ------------- | ------------- | --------- | ----- |
| метание диска | Роберт Хартинг | 64,19                 | 8                     | Не проводится  | Не проводится  | Не проводится | Не проводится | 67,09     | 4     |

Женщины
| Дисциплина    | Спортсмен           | Предварительный раунд | Предварительный раунд | Четвертьфиналы | Четвертьфиналы | Полуфиналы    | Полуфиналы    | Финал     | Финал |
| Дисциплина    | Спортсмен           | Результат             | Место                 | Результат      | Место          | Результат     | Место         | Результат | Место |
| ------------- | ------------------- | --------------------- | --------------------- | -------------- | -------------- | ------------- | ------------- | --------- | ----- |
| 10 000 метров | Сабрина Моккенхаупт | Не проводится         | Не проводится         | Не проводится  | Не проводится  | Не проводится | Не проводится | 31:14,21  | 13    |

МУЖЧИНЫ
100 МЕТРОВ
```
    31. 
 Тобиас Унгер 10,36
          1 раунд: 4. 10,46с
          2 раунд: 7. 10,36с
```

ПРЫЖКИ В ДЛИНУ
```
    23. 
 Себастьян Байер
          Квалификация: 23. 7,77м
```

ПРЫЖКИ В ВЫСОТУ
```
    5. 
 Рауль-Роланд Спанк
         Квалификация: 3. 2,29м
         Финал: 2,32м
```

ПРЫЖКИ С ШЕСТОМ
```
    6. 
 Дэнни Эккер
         Квалификация: 3. 5,65м
         Финал: 6. 5,70м
    8. 
 Рафаэль Хольдзеп
         Квалификация: 2. 5,65м
         Финал: 8. 5,60м
```

ТОЛКАНИЕ ЯДРА
```
    13. 
 Питер Сак
           Квалификация: 7. 20,01
```

ЖЕНЩИНЫ
МЕТАНИЕ КОПЬЯ
```
    3. 
 Кристина Оберфёгль
```

## Настольный теннис
МУЖСКОЙ ОДИНОЧНЫЙ РАЗРЯД
```
    9. 
 Дмитрий Овчаров
         3 раунд: 
 Адриан Крышан 4:3
         1/8 финала: 
 Коу Лаичак 1:4
    9. 
 Тимо Болл
         3 раунд: 
 Ким Хокпон 4:1
         1/8 финала: 
 О Сань Ин 1:4
    17. 
 Кристиан Сус
         2 раунд: 
 Янос Джакаб 4:1
         3 раунд: 
 Владимир Самсонов 0:4
```

ЖЕНСКИЙ ОДИНОЧНЫЙ РАЗРЯД
```
    17. 
 У Дзя До
          3 раунд: 
 Ли Цян Бин 3:4
    33. 
 Элке Вошик
          2 раунд: 
 Ху Мелек 2:4
```

МУЖСКОЙ КОМАНДНЫЙ РАЗРЯД
```
    2. 
 Германия
         Групповой этап: 1 место
         1/2 финала: 
 Япония 3:2
         Финал: 
 Китай 0:3
```

ЖЕНСКИЙ ОДИНОЧНЫЙ РАЗРЯД
```
    13. 
 Германия
          Групповой этап: 4 место
```

## Плавание
МУЖЧИНЫ
ВОЛЬНЫЙ СТИЛЬ, 50 М
```
   14. 
 Рафед Зиад Эль-Масри
         Предварительный раунд: 10. 21,96с
         1/2 финала: 8. 22,09с
    38. 
 Штеффен Дайблер
         Предварительный раунд: 38. 22,67с
```

ВОЛЬНЫЙ СТИЛЬ, 100 М
```
    33. 
 Штеффен Дайблер
         Предварительный раунд: 33. 49,39с
```

ВОЛЬНЫЙ СТИЛЬ, 200 М
```
    5. 
 Пауль Бидерманн
         Предварительный раунд: 10. 1:47,09с
         1/2 финала: 4. 1:46,41с
         Финал: 5. 1:46,00
```

ВОЛЬНЫЙ СТИЛЬ, 400 М
```
    18. 
 Пауль Бидерманн
         Предварительный раунд: 18. 3:48,03
    29. 
 Кристиан Кубуш
         Предварительный раунд: 29. 3:52,73
```

БАТТЕРФЛЯЙ, 100 М
```
    41. 
 Бенджамин Штарке
         Предварительный раунд: 41. 53,50с
    44. 
 Томас Руппрат
         Предварительный раунд: 44. 53,56с
```

НА СПИНЕ, 100 М
```
    19. 
 Хельге Меув
         Предварительный раунд: 19. 54,88с
    33. 
 Томас Руппрат
         Предварительный раунд: 33. 55,77с
```

НА СПИНЕ, 200 М
```
    9. 
 Хельге Меув
         Предварительный раунд: 11. 1:58,42
         1/2 финала: 5. 1:56,85
         Дополнительный раунд: 2. 2:00,97
```

КОМПЛЕКСНОЕ ПЛАВАНИЕ, 200 М
```
    40. 
 Маркус Дайблер
          Предварительный раунд: 40. 2:04,54
```

ЭСТАФЕТА, 4*100, ВОЛЬНЫЙ СТИЛЬ
```
    15. 
 Германия
         Предварительный раунд: 15. 3:17,99
```

ЭСТАФЕТА, 4*200, ВОЛЬНЫЙ СТИЛЬ
```
    12. 
 Германия
         Предварительный раунд: 12. 7:13,92
```

МАРАФОН
```
    3. 
 Томас Лурц 1:51:53,6
```

ЖЕНЩИНЫ
ВОЛЬНЫЙ СТИЛЬ, 50 М
```
    1. 
 Бритта Штеффен
         Предварительный раунд: 6. 24,90с
         1/2 финала: 1. 24,43с
         Финал: 1. 24,06с
    25. 
 Петра Даллманн
         Предварительный раунд: 25. 25,43с
```

ВОЛЬНЫЙ СТИЛЬ, 100 М
```
    1. 
 Бритта Штеффен
         Предварительный раунд: 2. 53,67с
         1/2 финала: 3. 53,96с
         Финал: 1. 53,12с
    13. 
 Петра Даллманн
         Предварительный раунд: 16. 54,70с
         1/2 финала: 7. 55,05с
```

ВОЛЬНЫЙ СТИЛЬ, 200 М
```
    22. 
 Анника Лурц
         Предварительный раунд: 22. 1:59,98
    24. 
 Петра Даллманн
         Предварительный раунд: 24. 2:00,21
```

ВОЛЬНЫЙ СТИЛЬ, 400 М
```
    25. 
 Яна Эмке
         Предварительный раунд: 25. 4:15,15
```

ВОЛЬНЫЙ СТИЛЬ, 800 М
```
    25. 
 Яна Эмке
         Предварительный раунд: 25. 8:39,51
```

БАТТЕРФЛЯЙ, 100 М
```
    39. 
 Даниэла Самулски
         Предварительный раунд: 39. 1:00,37
```

НА СПИНЕ, 100 М
```
    15. 
 Антье Бушшульте
         Предварительный раунд: 11. 1:00,48
         1/2 финала: 15. 1:01,15
    42. 
 Кристин Ценнер
         Предварительный раунд: 42. 1:03,87
```

НА СПИНЕ, 200 М
```
    34. 
 Кристин Ценнер
         Предварительный раунд: 34. 2:20,28
```

БРАСС, 100 М
```
    20. 
 Сара Пёве
         Предварительный раунд: 20. 1:08,69
    36. 
 Соня Шобер
         Предварительный раунд: 36. 1:11,36
```

БРАСС, 200 М
```
    10. 
 Анна Полеска
         Предварительный раунд: 14. 2:26,74
         1/2 финала: 10. 2:26,71
```

КОМПЛЕКСНОЕ ПЛАВАНИЕ, 200 М
```
    30. 
 Катарина Шиллер
         Предварительный раунд: 30. 2:18,00
    34. 
 Соня Шобер
         Предварительный раунд: 34. 2:20,18
```

КОМПЛЕКСНОЕ ПЛАВАНИЕ, 400 М
```
    33. 
 Катарина Шиллер
         Предварительный раунд: 33. 5:51,52
```

ЭСТАФЕТА, 4*100, ВОЛЬНЫЙ СТИЛЬ
```
    5. 
 Германия
         Предварительный раунд: 2. 3:37,52
         Финал: 5. 3:36,82
```

ЭСТАФЕТА, 4*200, ВОЛЬНЫЙ СТИЛЬ
```
    12. 
 Германия
         Предварительный раунд: 12. 7:58,11
```

ЭСТАФЕТА, 4*100, КОМПЛЕКСНОЕ ПЛАВАНИЕ
```
    9. 
 Германия
         Предварительный раунд: 4:02,53
```

МАРАФОН
```
    4. 
 Ангела Мауер 1:59:31,9
```

## Прыжки в воду
МУЖЧИНЫ
ТРАМПЛИН, 3 М
```
    5. 
 Павло Розенберг 485,60
    8. 
 Патрик Наусдинг 462,05
```

СИНХРОННЫЕ ПРЫЖКИ, 3 М
```
    6. 
 Павло Розенберг/Саша Кляйн 402,84
```

СИНХРОННЫЕ ПРЫЖКИ, 10 М
```
    2. 
 Патрик Хаусдинг/Саша Кляйн 450,42
```

ЖЕНЩИНЫ
СИНХРОННЫЕ ПРЫЖКИ, 3 М
```
    3. 
 Дита Коциан/Хайке Фишер 318,90
```

СИНХРОННЫЕ ПРЫЖКИ, 10 М
```
    4. 
 Аннет Грам/Нора Субшински 310,29
```

## Триатлон
| Соревнование | Спортсмены       | Плавание | Велоспорт | Бег   | Итоговое время | Место |
| ------------ | ---------------- | -------- | --------- | ----- | -------------- | ----- |
| Мужчины      | Ян Фродено       | 18:14    | 59:01     | 30:46 | 1:48:53,28     | 1     |
| Мужчины      | Кристиан Прочноу | 18:23    | 58:56     | 58:56 | 1:50:33,90     | 15    |
| Мужчины      | Даниэль Унгер    | 18:25    | 58:49     | 31:35 | 1:49:43,78     | 6     |
| Женщины      | Аня Диттмер      | 20:16    | 1:06:08   | 38:18 | 2:05:45,86     | 33    |
| Женщины      | Рикарда Лиск     | 20:00    | 1:04:12   | 36:46 | 2:02:07,75     | 15    |
| Женщины      | Кристиане Пилц   | 20:00    | 1:04:09   | 38:29 | 2:03:46,82     | 26    |

## Современное пятиборье
Спортсменов — 4
Мужчины
| Спортсмен        | Стрельба   | Фехтование | Плавание       | Верховая езда | Бег            | Итого | Место |
| ---------------- | ---------- | ---------- | -------------- | ------------- | -------------- | ----- | ----- |
| Штеффен Гебхардт | 183 (1132) | 13 (832)   | 2:06,84 (1280) | 72 (1128)     | 9:33,97 (1108) | 5480  | 5     |
| Эрик Вальтер     | 172 (1000) | 7 (880)    | 2:00,84 (1352) | 308 (892)     | 9:18,55 (1168) | 5292  | 16    |

Женщины
| Спортсмен     | Стрельба   | Фехтование | Плавание       | Верховая езда | Бег             | Итого | Место |
| ------------- | ---------- | ---------- | -------------- | ------------- | --------------- | ----- | ----- |
| Лена Шёнеборн | 177 (1060) | 1 (1072)   | 2:16,91 (1280) | 28 (1172)     | 10:28,82 (1208) | 5792  | 1     |
| Ева Траутман  | 168 (952)  | 34 (616)   | 2:17,17 (1376) | 176 (1024)    | 10:40,25 (1160) | 5082  | 29    |

## Стрельба
После квалификации лучшие спортсмены по очкам проходили в финал, где продолжали с очками, набранными в квалификации. В некоторых дисциплинах квалификация не проводилась. Там спортсмены выявляли сильнейшего в один раунд.
МУЖЧИНЫ
ПНЕВМАТИЧЕСКАЯ ВИНТОВКА, 10 МЕТРОВ
```
    14. 
 Тино Моаупт
         Квалификация: 14. 593 
              1 серия: 98
              2 серия: 99
              3 серия: 99
              4 серия: 99
              5 серия: 99
              6 серия: 99
    34. 
 Михаэль Винтер
         Квалификация: 34. 588 
              1 серия: 97
              2 серия: 99
              3 серия: 95
              4 серия: 100
              5 серия: 99
              6 серия: 98
```

ВИНТОВКА ЛЕЖА, 50 МЕТРОВ
```
    20. 
 Майк Эрдхардт
         Квалификация: 20. 592 
              1 серия: 99
              2 серия: 100
              3 серия: 99
              4 серия: 100
              5 серия: 97
              6 серия: 97
    29. 
 Михаэль Винтер
         Квалификация: 29. 590
              1 серия: 98
              2 серия: 98
              3 серия: 98
              4 серия: 98
              5 серия: 99
              6 серия: 99
```

ВИНТОВКА, С ТРЕХ ПОЗИЦИЙ, 50 МЕТРОВ
```
    10. 
 Майк Эрдхардт
         Квалификация: 10. 1169
              Лежа: 398
              Стоя: 380
              С колена: 391
    17. 
 Михаэль Винтер
         Квалификация: 17. 1166
              Лежа: 396
              Стоя: 385
              С колена: 385
```

ПНЕВМАТИЧЕСКИЙ ПИСТОЛЕТ, 10 МЕТРОВ
```
    21. 
 Ганс-Ёрг Мейер
         Квалификация: 21. 577
              1 серия: 95
              2 серия: 97
              3 серия: 93
              4 серия: 98
              5 серия: 96
              6 серия: 98
    38. 
 Флориан Шмидт
         Квалификация: 38. 571
              1 серия: 94
              2 серия: 96
              3 серия: 95
              4 серия: 97
              5 серия: 93
              6 серия: 96
```

СКОРОСТНОЙ ПИСТОЛЕТ, 25 МЕТРОВ
```
    2. 
 Ральф Шуманн
         Квалификация: 5. 579
         Финал: 2. 779,5
    3. 
 Кристиан Райтц
         Квалификация: 6. 579
         Финал: 3. 779,3
```

ПИСТОЛЕТ, 50 МЕТРОВ
```
    13. 
 Ганс-Ёрг Мейер
         Квалификация: 13. 557
    29. 
 Флориант Шмидт
         Квалификация: 29. 549
```

СКИТ
```
    13. 
 Тино Венцель
         Квалификация: 13. 117
    20. 
 Аксель Вегнер
         Квалификация: 20. 115
```

ТРАП
```
    7. 
 Карстен Биндрих
         Квалификация: 7. 119
    24. 
 Штефан Рюттгерот
         Квалификация: 24. 113
```

Женщины
| Соревнование                       | Спортсмены               | Квалификация | Квалификация | Финал                 | Финал                 | Всего     | Всего |
| Соревнование                       | Спортсмены               | Результат    | Место        | Результат             | Место                 | Результат | Место |
| ---------------------------------- | ------------------------ | ------------ | ------------ | --------------------- | --------------------- | --------- | ----- |
| Пневматический пистолет, 10 метров | Клаудия Вердиккио-Краузе | 383          | 10           | Завершила выступление | Завершила выступление | 383       | 10    |

ПНЕВМАТИЧЕСКИЙ ПИСТОЛЕТ, 10 МЕТРОВ
```
    24. 
 Мунхбаяр Доржсурен
         Квалификация: 24. 379
```

ПНЕВМАТИЧЕСКАЯ ВИНТОВКА, 10 МЕТРОВ
```
    12. 
 Соня Пфельшифтер
         Квалификация: 12. 396
    17. 
 Барбара Лехнер
         Квалификация: 17. 394
```

ВИНТОВКА, С ТРЕХ ПОЗИЦИЙ, 50 МЕТРОВ
```
    9. 
 Барбара Лехнер
         Квалификация: 9. 582
    17. 
 Соня Пфельшифтер
         Квалификация: 17. 578
```

ПИСТОЛЕТ, 25 МЕТРОВ
```
    3. 
 Мунхбаяр Доржсурен
         Квалификация: 2. 587
         Финал: 3. 789,2
    23. 
 Штефани Турман
         Квалификация: 23. 576
```

СКИТ
```
    3. 
 Кристина Бринкер
         Квалификация: 4. 70
         Финал: 3. 93
```

ТРАП
```
    8. 
 Сюзанне Кирмайер
         Квалификация: 8. 65
```

## Стрельба из лука
Спортсменов — 2
Мужчины
| Спортсмен  | Соревнования   | Квалификация | Квалификация | 1/32                             | 1/16                 | 1/8                  | Четвертьфиналы       | Полуфиналы           | Финал                | Финал |
| Спортсмен  | Соревнования   | Очки         | Место        | Результат                        | Результат            | Результат            | Результат            | Результат            | Результат            |       |
| ---------- | -------------- | ------------ | ------------ | -------------------------------- | -------------------- | -------------------- | -------------------- | -------------------- | -------------------- | ----- |
| Йенс Пипер | Индивидуальное | 648          | 45           | Александр Сердюк (UKR) П 105—107 | Завершил выступление | Завершил выступление | Завершил выступление | Завершил выступление | Завершил выступление |       |

Женщины
| Спортсмен   | Соревнования   | Квалификация | Квалификация | 1/32                        | 1/16                        | 1/8                   | Четвертьфиналы        | Полуфиналы            | Финал                 | Финал |
| Спортсмен   | Соревнования   | Очки         | Место        | Результат                   | Результат                   | Результат             | Результат             | Результат             | Результат             |       |
| ----------- | -------------- | ------------ | ------------ | --------------------------- | --------------------------- | --------------------- | --------------------- | --------------------- | --------------------- | ----- |
| Аня Хитцлер | Индивидуальное | 629          | 33           | Софи Додмон (FRA) В 107—106 | Пак Сун Хюн (KOR) П 107—112 | Завершила выступление | Завершила выступление | Завершила выступление | Завершила выступление |       |

## Теннис
Спортсменов — 2
Мужчины:
| Спортсмен                    | Соревнование                | 1/32                               | 1/16                                            | 1/8                              | Четвертьфиналы        | Полуфиналы            | Матч за 3-е место     | Финал                 | Место                 |
| Спортсмен                    | Соревнование                | Соперник Счёт                      | Соперник Счёт                                   | Соперник Счёт                    | Соперник Счёт         | Соперник Счёт         | Соперник Счёт         | Соперник Счёт         | Место                 |
| ---------------------------- | --------------------------- | ---------------------------------- | ----------------------------------------------- | -------------------------------- | --------------------- | --------------------- | --------------------- | --------------------- | --------------------- |
| Николас Кифер                | Индивидуальные соревнования | Максим Мирный (BLR) В 6-3, 6-1     | Кевин Андерсон (RSA) В 6-3, 6-7, 6-4            | Поль-Анри Матьё (FRA) П 3-6, 5-7 | Закончил выступление  | Закончил выступление  | Закончил выступление  | Закончил выступление  | Закончил выступление  |
| Райнер Шуттлер               | Индивидуальные соревнования | Кэй Нисикори (JPN) В 6-4, 5-7, 6-3 | Новак Джокович (SRB) П 4-6, 2-6                 | Закончил выступление             | Закончил выступление  | Закончил выступление  | Закончил выступление  | Закончил выступление  | Закончил выступление  |
| Николас Кифер Райнер Шуттлер | Парные соревнования         |                                    | Юлиан Ноул, Юрген Мельцер (AUT) П 7-6, 3-6, 1-6 | Закончили выступление            | Закончили выступление | Закончили выступление | Закончили выступление | Закончили выступление | Закончили выступление |

## Тхэквондо
Спортсменов — 4
Мужчины
| Спортсмен     | Категория | 1/8                        | 1/4                    | 1/2                  | Доп. 1/4                 | Доп. 1/2             | Финал/ Матч за 3-е место |
| ------------- | --------- | -------------------------- | ---------------------- | -------------------- | ------------------------ | -------------------- | ------------------------ |
| Левент Тункат | до 58 кг  | Рохулла Никпай (AFG) П 3-4 | Завершил выступление   | Завершил выступление | Завершил выступление     | Завершил выступление | Завершил выступление     |
| Даниель Манц  | до 68 кг  | Расул Абдураим (KGZ) В 1-0 | Марк Лопес (USA) П 1-3 |                      | Несар Бахави (AFG) В 4-3 | Сун Юйци (TPE) П 3-4 | Завершил выступление     |

Женщины
| Спортсмен    | Категория | 1/8                         | 1/4                         | 1/2                   | Доп. 1/4              | Доп. 1/2              | Финал                 |
| ------------ | --------- | --------------------------- | --------------------------- | --------------------- | --------------------- | --------------------- | --------------------- |
| Сумейе Гюлеч | до 49 кг  | Далия Контрерас (VEN) П 2-4 | Завершила выступление       | Завершила выступление | Завершила выступление | Завершила выступление | Завершила выступление |
| Хелена Фромм | до 67 кг  | Мариама Барри (GUI) В 6-1   | Асунсьон Окасио (PUR) П 0-2 | Завершила выступление | Завершила выступление | Завершила выступление | Завершила выступление |

## Тяжёлая атлетика
Спортсменов — 5
Мужчины
| Категория | Спортсмен       | Вес    | Рывок | Рывок | Рывок | Толчок | Толчок | Толчок | Всего | Место |
| Категория | Спортсмен       | Вес    | 1     | 2     | 3     | 1      | 2      | 3      | Всего | Место |
| --------- | --------------- | ------ | ----- | ----- | ----- | ------ | ------ | ------ | ----- | ----- |
| до 69 кг  | Артём Шалоян    | 68.79  | 130   | 133   | 135   | 160    | 165    | 171    | 300   | 14    |
| до 94 кг  | Юрген Шпис      | 93.74  | 170   | 173   | 175   | 206    | 211    | 214    | 384   | 9     |
| до 105 кг | Маттиас Штайнер | 145.93 | 198   | 203   | 207   | 246    | 248    | 258    | 461   | 1     |
| до 105 кг | Альмир Веладжич | 132.16 | 180   | 184   | 188   | 220    | 225    | 230    | 413   | 8     |

Женщины
| Категория | Спортсмен | Вес   | Рывок | Рывок | Рывок | Толчок | Толчок | Толчок | Всего | Место |
| Категория | Спортсмен | Вес   | 1     | 2     | 3     | 1      | 2      | 3      | Всего | Место |
| --------- | --------- | ----- | ----- | ----- | ----- | ------ | ------ | ------ | ----- | ----- |
| до 53 кг  | Юлия Роде | 52.79 | 77    | 80    | 82    | 99     | 103    | 105    | 185   | 7     |

## Фехтование
Спортсменов — 10
В индивидуальных соревнованиях спортсмены сражаются три раунда по три минуты, либо до того момента, как один из спортсменов нанесёт 15 уколов. В командных соревнованиях поединок идёт 9 раундов по 3 минуты каждый, либо до 45 уколов. Если по окончании времени в поединке зафиксирован ничейный результат, то назначается дополнительная минута до «золотого» укола.
Мужчины
| Соревнование          | Спортсмены          | 1/32 финала        | 1/16 финала                  | 1/8 финала                         | Четвертьфиналы          | Полуфиналы               | Матч за 3-е место    | Финал                  | Место                |
| Соревнование          | Спортсмены          | Соперник Результат | Соперник Результат           | Соперник Результат                 | Соперник Результат      | Соперник Результат       | Соперник Результат   | Соперник Результат     | Место                |
| --------------------- | ------------------- | ------------------ | ---------------------------- | ---------------------------------- | ----------------------- | ------------------------ | -------------------- | ---------------------- | -------------------- |
| Индивидуальная рапира | Петер Йоппих        |                    |                              | Ричард Крузе (GBR) В 10 — 9        | Юки Ота (JPN) П 12 — 15 | Завершил выступление     | Завершил выступление | Завершил выступление   | Завершил выступление |
| Индивидуальная рапира | Бенджамин Клайбринк |                    |                              | Кента Тида (JPN) В 15 — 10         | Лэй Шэн (CHN) В 15 — 7  | Чжу Цзюнь (CHN) В 15 — 4 |                      | Юки Ота (JPN) В 15 — 9 | 1                    |
| Индивидуальная сабля  | Николас Лимбах      |                    | Марцин Кониуш (POL) В 15 — 7 | Александр Буйкевич (BLR) П 14 — 15 | Завершил выступление    | Завершил выступление     | Завершил выступление | Завершил выступление   | Завершил выступление |

Женщины
| Соревнование          | Спортсмены                                             | 1/32 финала                     | 1/16 финала                      | 1/8 финала                      | Четвертьфиналы                        | Полуфиналы                       | Матч за 3-е место     | Финал                 | Место                 |                       |
| Соревнование          | Спортсмены                                             | Соперник Результат              | Соперник Результат               | Соперник Результат              | Соперник Результат                    | Соперник Результат               | Соперник Результат    | Соперник Результат    | Место                 |                       |
| --------------------- | ------------------------------------------------------ | ------------------------------- | -------------------------------- | ------------------------------- | ------------------------------------- | -------------------------------- | --------------------- | --------------------- | --------------------- | --------------------- |
| Индивидуальная шпага  | Имке Дуплитцер                                         |                                 |                                  | Джесика Хименес (PAN) В 15 — 10 | Ильдико Минца-Небальд (HUN) П 11 — 15 | Завершила выступление            | Завершила выступление | Завершила выступление | Завершила выступление |                       |
| Индивидуальная шпага  | Бритта Хайдеман                                        | Чун Хё Чун (KOR) В 12 — 5       | Эмма Самуэльссон (SWE) В 15 — 10 | Ли На (CHN) В 15 — 13           |                                       | Ана Мария Брынзэ (ROU) В 15 — 11 | 1                     |                       |                       |                       |
| Индивидуальная рапира | Каролин Голубицки                                      |                                 | Ханна Томпсон (USA) В 13 — 5     | Тиеко Сугавара (JPN) П 5 — 6    | Завершила выступление                 | Завершила выступление            | Завершила выступление | Завершила выступление | Завершила выступление |                       |
| Индивидуальная рапира | Аня Шахе                                               | Евгения Ламонова (RUS) П 2 — 15 | Завершила выступление            | Завершила выступление           | Завершила выступление                 | Завершила выступление            | Завершила выступление | Завершила выступление |                       |                       |
| Индивидуальная рапира | Катя Вехтер                                            | Мария Луиса Доиг (PER) В 15 — 4 | Кристина Шталь (ROU) В 15 — 6    | Корин Маитрежан (FRA) В 15 — 10 | Джованна Триллини (ITA) П 8 — 15      | Завершила выступление            | Завершила выступление | Завершила выступление | Завершила выступление | Завершила выступление |
| Командная рапира      | Каролин Голубицки Аня Шахе Катя Вехтер Мелани Вольгаст |                                 |                                  |                                 | Венгрия П 31 — 35                     | Польша В 32 — 27 доп.            | Китай П 28 — 34 5     | Завершили выступление | 6                     |                       |
| Индивидуальная сабля  | Александра Буйдошо                                     | Жулье Клутье (CAN) В 15 — 2     | Тань Сюэ (CHN) П 6 — 15          | Завершила выступление           | Завершила выступление                 | Завершила выступление            | Завершила выступление | Завершила выступление | Завершила выступление |                       |

## Футбол
Женщины

#### Групповой этап
| Команда  | И | В | Н | П | ГЗ | ГП | Разн | Очков |
| -------- | - | - | - | - | -- | -- | ---- | ----- |
| Бразилия | 3 | 2 | 1 | 0 | 5  | 2  | +3   | 7     |
| Германия | 3 | 2 | 1 | 0 | 2  | 0  | +2   | 7     |
| КНДР     | 3 | 1 | 0 | 2 | 2  | 3  | −1   | 3     |
| Нигерия  | 3 | 0 | 0 | 3 | 1  | 5  | −4   | 0     |

| 6 августа 2008 17:00 | \| Германия \| 0 — 0 Протокол \| Бразилия \| | Шэньянский Олимпийский центр, Шэньян Зрителей: 20 703 Судья: Кари Сейтц |
| Германия             | 0 — 0 Протокол                               | Бразилия                                                                |

| 9 августа 2008 17:00 | \| Нигерия \| 0 — 1 Протокол \| Германия \| \| \| Голы \| Штегеман 65′ \| | Шэньянский Олимпийский центр, Шэньян Зрителей: 19 266 Судья: Дженни Палмквист |
| Нигерия              | 0 — 1 Протокол                                                            | Германия                                                                      |
|                      | Голы                                                                      | Штегеман 65′                                                                  |

| 12 августа 2008 17:00 | \| КНДР \| 0 — 1 Протокол \| Германия \| \| \| Голы \| Миттаг 86′ \| | Олимпийский центр Тяньцзиня, Тяньцзинь Зрителей: 12 387 Судья: Дианна Феррейра-Джеймс |
| КНДР                  | 0 — 1 Протокол                                                       | Германия                                                                              |
|                       | Голы                                                                 | Миттаг 86′                                                                            |

#### Четвертьфинал
| 15 августа 2008 21:00 | \| Швеция \| 0 — 2 (д.в.) Протокол \| Германия \| \| \| Голы \| Гарефрекес 104′ · Лаудер 115′ \| | Шэньянский Олимпийский центр, Шэньян Зрителей: 17 209 Судья: Дагмар Дамкова |
| Швеция                | 0 — 2 (д.в.) Протокол                                                                            | Германия                                                                    |
|                       | Голы                                                                                             | Гарефрекес 104′ · Лаудер 115′                                               |

#### Полуфинал
| 18 августа 2008 18:00                        | \| Бразилия \| 4 — 1 Протокол \| Германия \| \| Формига 43′ · Кристиане 49′, 76′ · Марта 53′ \| Голы \| Принц 10′ \| | Шанхайский стадион, Шанхай Зрителей: 26 976 Судья: Хон Ын Ах |
| Бразилия                                     | 4 — 1 Протокол | Германия                                                     |
| Формига 43′ · Кристиане 49′, 76′ · Марта 53′ | Голы | Принц 10′                                                    |

#### Матч за 3-е место
| 21 августа 2008 18:00 | \| Германия \| 2 — 0 Протокол \| Япония \| \| Байрамай 66′, 87′ \| Голы \| \| | Пролетарий, Пекин Зрителей: 49 285 Судья: Эстела Альварес |
| Германия              | 2 — 0 Протокол                                                                | Япония                                                    |
| Байрамай 66′, 87′     | Голы                                                                          |                                                           |

## Хоккей на траве

#### Мужчины
Группа А
| Место | Команда          | И | В | Н | П | ГЗ | ГП | +/- | Очки |
| ----- | ---------------- | - | - | - | - | -- | -- | --- | ---- |
| 1     | Испания          | 5 | 4 | 0 | 1 | 9  | 5  | +4  | 12   |
| 2     | Германия         | 5 | 3 | 2 | 0 | 12 | 6  | +6  | 11   |
| 3     | Республика Корея | 5 | 2 | 1 | 2 | 13 | 11 | +2  | 7    |
| 4     | Новая Зеландия   | 5 | 2 | 1 | 2 | 10 | 9  | +1  | 7    |
| 5     | Бельгия          | 5 | 1 | 1 | 3 | 9  | 13 | −4  | 4    |
| 6     | Китай            | 5 | 0 | 1 | 4 | 7  | 16 | −9  | 1    |

| 11 августа 2008 08:30                                              | \| Германия \| 4:1 (1:1) Отчёт \| Китай \| \| Кристофер Целлер 21' · Флориан Келлер 43', 54' · Карлос Невадо 68' \| Голы \| На Юбо 7' \| | Пекин Судья: Дэвид Лейпер Сатиндер Кумар |
| Германия                                                           | 4:1 (1:1) Отчёт | Китай                                    |
| Кристофер Целлер 21' · Флориан Келлер 43', 54' · Карлос Невадо 68' | Голы | На Юбо 7'                                |

| 13 августа 2008 18:30 | \| Бельгия \| 1:1 (1:1) Отчёт \| Германия \| \| Седрик Шарлье 22' \| Голы \| Маттиас Виттхаус 19' \| | Пекин Судья: Роб тен Кате Дэвид Джентлс |
| Бельгия               | 1:1 (1:1) Отчёт                                                                                      | Германия                                |
| Седрик Шарлье 22'     | Голы                                                                                                 | Маттиас Виттхаус 19'                    |

| 15 августа 2008 20:30                       | \| Республика Корея \| 3:3 (1:1) Отчёт \| Германия \| \| Ё Вункон 5' · Чан Чонхюн 46' · Со Чонхо 52' \| Голы \| Филип Витте 17' · Маттиас Виттхаус 40' · Кристофер Целлер 47' \| | Пекин Судья: Джон Райт Сатиндер Кумар                         |
| Республика Корея                            | 3:3 (1:1) Отчёт | Германия                                                      |
| Ё Вункон 5' · Чан Чонхюн 46' · Со Чонхо 52' | Голы | Филип Витте 17' · Маттиас Виттхаус 40' · Кристофер Целлер 47' |

| 17 августа 2008 21:00 | \| Германия \| 1:0 (1:0) Отчёт \| Испания \| \| Мориц Фюрсте 34' \| Голы \| \| | Пекин Судья: Джон Райт Дэвид Джентлс |
| Германия              | 1:0 (1:0) Отчёт                                                                | Испания                              |
| Мориц Фюрсте 34'      | Голы                                                                           |                                      |

| 19 августа 2008 10:30                                  | \| Германия \| 1:0 (1:0) Отчёт \| Новая Зеландия \| \| Тимо Вес 5' · Маттиас Виттхаус 9' · Флориан Келлер 55' \| Голы \| Хайден Шоу 46' \| | Пекин Судья: Дэвид Джентлс Энди Мейр |
| Германия                                               | 1:0 (1:0) Отчёт | Новая Зеландия                       |
| Тимо Вес 5' · Маттиас Виттхаус 9' · Флориан Келлер 55' | Голы | Хайден Шоу 46'                       |

Полуфинал
| 21 августа 2008 18:00 | \| Нидерланды \| 1:1 (0:0) (д.в.) Отчёт \| Германия \| \| Тимме Хойнг 66' \| Голы \| Филипп Целлер 68' \| | Пекин Судья: Дэвид Джентлс Джон Райт |
| Нидерланды            | 1:1 (0:0) (д.в.) Отчёт                                                                                    | Германия                             |
| Тимме Хойнг 66'       | Голы | Филипп Целлер 68'                    |

| Серия пенальти:                                                  |     |                                                                         |
| Таекема · Браувер · Реккерс · Вёстхоф · де Нойер · --- · Таекема | 3:4 | К. Целлер · Келлер · Майнерт · Ф. Целлер · Вайсенборн · --- · К. Целлер |

Финал
| 23 августа 2008 20:30 | \| Германия \| 1:0 (1:0) Отчёт \| Испания \| \| Кристофер Целлер 16' \| Голы \| \| | Пекин Судья: Дэвид Джентлс Дэвид Джентлс |
| Германия              | 1:0 (1:0) Отчёт                                                                    | Испания                                  |
| Кристофер Целлер 16'  | Голы                                                                               |                                          |

#### Женщины
Группа B
| Место | Команда        | И | В | Н | П | ГЗ | ГП | +/- | Очки |
| ----- | -------------- | - | - | - | - | -- | -- | --- | ---- |
| 1     | Германия       | 5 | 4 | 0 | 1 | 9  | 5  | +4  | 12   |
| 2     | Аргентина      | 5 | 3 | 2 | 0 | 12 | 6  | +6  | 11   |
| 3     | Великобритания | 5 | 2 | 1 | 2 | 13 | 11 | +2  | 7    |
| 4     | США            | 5 | 2 | 1 | 2 | 10 | 9  | +1  | 7    |
| 5     | Япония         | 5 | 1 | 1 | 3 | 9  | 13 | −4  | 4    |
| 6     | Новая Зеландия | 5 | 0 | 1 | 4 | 7  | 16 | −9  | 1    |

| 10 августа 2008 21:00                                                | \| Германия \| 5:1 (2:1) Отчёт \| Великобритания \| \| Фанни Ринне 26', 52' · Эйлен Хоффман 31', 49' · Марион Родевальд 60' \| Голы \| Криста Каллен 29' \| | Пекин Судья: Сара Гарнетт Мяо Лин |
| Германия                                                             | 5:1 (2:1) Отчёт | Великобритания                    |
| Фанни Ринне 26', 52' · Эйлен Хоффман 31', 49' · Марион Родевальд 60' | Голы | Криста Каллен 29'                 |

| 12 августа 2008 21:00             | \| Германия \| 2:1 (0:1) Отчёт \| Новая Зеландия \| \| Катарина Шольц 59' · Анке Кюн 69' \| Голы \| Кристал Форгессон 31' \| | Пекин Судья: Энн Макрэй Соледад Ипарругирре |
| Германия                          | 2:1 (0:1) Отчёт | Новая Зеландия                              |
| Катарина Шольц 59' · Анке Кюн 69' | Голы | Кристал Форгессон 31'                       |

| 14 августа 2008 10:30              | \| США \| 2:4 (1:1) Отчёт \| Германия \| \| Тиффани Сноу 27' · Анджела Лой 60' \| Голы \| Наташа Келлер 34' · Фанни Ринне 49' · Марион Родевальд 55' · Анке Кюн 64' \| | Пекин Судья: Ли Кымчу Марелиз де Клерк                                    |
| США                                | 2:4 (1:1) Отчёт | Германия                                                                  |
| Тиффани Сноу 27' · Анджела Лой 60' | Голы | Наташа Келлер 34' · Фанни Ринне 49' · Марион Родевальд 55' · Анке Кюн 64' |

| 16 августа 2008 18:00 | \| Германия \| 0:4 (0:0) Отчёт \| Аргентина \| \| \| Голы \| Клаудия Буркарт 38' · Алехандра Гулья 49', 66' · Лусиана Аймар 68' \| | Пекин Судья: Лиза Роуч Тиеко Сома                                  |
| Германия              | 0:4 (0:0) Отчёт | Аргентина                                                          |
|                       | Голы | Клаудия Буркарт 38' · Алехандра Гулья 49', 66' · Лусиана Аймар 68' |

| 18 августа 2008 08:30 | \| Германия \| 1:0 (0:0) Отчёт \| Япония \| \| Янин Берман 40' \| Голы \| \| | Пекин Судья: Джули Эштон-Люси Мяо Лин |
| Германия              | 1:0 (0:0) Отчёт                                                              | Япония                                |
| Янин Берман 40'       | Голы                                                                         |                                       |

Полуфинал
| 20 августа 2008 18:00              | \| Германия \| 2:3 (1:1) Отчёт \| Китай \| \| Наташа Келлер 4' · Янин Берман 36' \| Голы \| Гао Лихуа 31' · Ма Ибо 39' · Чжао Юйдяо 58' \| | Пекин Судья: Каролина де ла Фуэнте Джули Эштон-Люси |
| Германия                           | 2:3 (1:1) Отчёт | Китай                                               |
| Наташа Келлер 4' · Янин Берман 36' | Голы | Гао Лихуа 31' · Ма Ибо 39' · Чжао Юйдяо 58'         |

Матч за 3-е место
| 22 августа 2008 18:00 | \| Германия \| 1:3 (0:2) Отчёт \| Аргентина \| \| Анке Кюн 45' \| Голы \| Росарио Лукетти 11' · Карла Ребекки 22' · Ноэль Баррионуэво 63' \| | Пекин Судья: Джули Эштон-Люси Марелиз де Клерк                  |
| Германия              | 1:3 (0:2) Отчёт | Аргентина                                                       |
| Анке Кюн 45'          | Голы | Росарио Лукетти 11' · Карла Ребекки 22' · Ноэль Баррионуэво 63' |